# Capitalis
Als Capitalis (lat. „den Kopf betreffend“) wird eine Familie antiker römischer Majuskelschriften bezeichnet. Zu diesen zählen:
- die Capitalis monumentalis, eine in Stein gehauene Monumentalschrift
- die Capitalis rustica (auch kanonisierte Capitalis), vermutlich die Buchschrift des klassischen Zeitalters der römischen Literatur
- die Capitalis quadrata, eine handschriftliche Variante der Monumentalis, die wohl nur in Buchhandschriften der Spätantike verwendet wurde
- die ältere römische Kursive, eine kursive vereinfachte Form der Capitalis für den alltäglichen Gebrauch
- die jüngere römische Kursive, die ab dem 4. Jahrhundert die ältere römische Kursive ablöste

Die Familie der römischen Kapitalschriften diente den Großbuchstaben der späteren Antiquaschriften als Vorbild.